# کراتیناز
در آنزیم‌شناسی، یک کراتیناز ( عدد گروه آنزیم 3.5.3.3 ) آنزیمی است که واکنش شیمیایی زیر را کاتالیز می کند:
کراتین + H۲O {\displaystyle \rightleftharpoons } سارکوزین + اوره
بنابراین، دو بستر این آنزیم کراتین و H۲O هستند، در حالی که دو محصول آن سارکوزین و اوره است.